# Zenon Fisz
Zenon Leonard Fisz także Fisch oraz Fiss, pseud. Tadeusz Padalica, Benedykt Dołęga (ur. 10 lipca 1820 roku w Kluczkach na Białorusi, zm. 1870 roku w Prusach na Ukrainie) – polski publicysta, prozaik, tłumacz oraz encyklopedysta .

## Życiorys
Urodził się w 1820 roku we wsi Kluczki na Białorusi pod Białyniczami (gubernia mohylewska) jako syn Tymoteusza, zubożałego szlachcica kresowego, dzierżawcy pochodzącego z Galicji oraz Marianny z Wierzbickich. W dzieciństwie rodzice przenieśli się na wschód. Początkowo na Ukrainę do Koczerowa pod Radomyślem, a później do wsi Prusy leżącej nieopodal Smiły .
Uczył się w szkołach elementarnych w Zabiłoczu, Kamionce oraz Złotopolu, a następnie przez parę miesięcy w domu marszałka powiatu czerkaskiego Jana Macewicza. Po nauce przez kilka lat pracował w jego kancelarii jako skryba prowentowy .
W 1843 roku Fisz na kilka lat wyjechał do Petersburga jako reprezentant szlachty kresowej, która chciała udokumentować swoje pochodzenie. Uczestniczył w sprawach wywodowych w tamtejszej heroldii .
W 1847 roku powrócił na stałe z Petersburga do wsi Prusy na Ukrainie gdzie odziedziczył po bogatym wujku część majątku Kamienny Bród pod Radomyślem. Został ziemianinem uzyskując niezależność materialną. Wiosną 1850 razem z pisarzem Antonim Marcinkowskim oraz historykiem i geografem J. Kotkowskim odbył wycieczkę do Odessy oraz na Krym. W latach 1857–1858 udał się w podróż do Francji, Anglii, Włoszech i Turcji skąd pisał Listy publikowane w polskiej prasie .
Był poliglotą znającym biegle język polski, rosyjski oraz ukraiński. Na łamach prasy podejmował polemikę o charakterze społeczno-politycznym i historycznym przeciwstawiając się zarówno przedstawicielom oficjalnej carskiej szkoły historycznej (Mikołaj Iwaniszew, Michałem Józefowiczem) jak również tym związanym z rodzącym się nurtem ukraińskich nacjonalistów (Mykołą Kostomarowem) .

## Dzieła
Pierwsze artykuły publikował podczas kilkuletniego pobytu w Petersburgu w periodyku kulturalno-literackim „Tygodnik Petersburski”. Zrażony konserwatyzmem redakcji postanowił założyć własne pismo wraz z Jakubem Jurkiewiczem i Antonim Marcinkowskim. W 1846 roku został współzałożycielem nowego pisma literackiego pt. „Gwiazda”, które wkrótce osiągnęło nakład 1050 egzemplarzy i posiadało 568 prenumeratorów .
W latach 1860–1863 pisał do „Kuriera Wileńskiego”. Współpracował także z wieloma pismami warszawskimi takimi jak: „Dziennik Warszawski”, „Kronika Wiadomości Krajowych i Zagranicznych”, „Gazeta Warszawska”, „Tygodnik Ilustrowany”. Zamieszczał w nich gawędy oraz szkice z wędrówek po Europie i Ukrainie. Publikował w nich opowiadania, wiersze, listy z podróży oraz szkice krytycznoliterackie. Wiele z nich wydanych zostało później w postaci książek:
- Konaszewicz w Białogrodzie (1845),
- Opowiadania i krajobrazy, tom 1, tom. 2 (1856),
- Noc Tarasowa (1901).

Był również encyklopedystą piszącym hasła do 28 tomowej Encyklopedii Powszechnej Orgelbranda z lat 1859-1868. Jego nazwisko wymienione jest w I tomie z 1859 roku na liście twórców zawartości tej encyklopedii .